# 社交界
社交界（しゃこうかい。英: fashionable society, fashionable world, social circles, society circles, 仏: haute société, bonne société, (beau)monde, 独: Gesellschaftskreisen）は、上級国民やその妻・娘などが集まって交際する社会。
社交界という日本語は、ゲゼルシャフトまたはソサイエティの訳語として1889年の『須多因氏講義筆記』にみられる。なお、社交という日本語は明治時代の新語であるという説もある。『明治のことば辞典』によると、1889年の『薩長土肥』に「慶應義塾ノ英学教育ニ修身教育ニ理財教育ニ社交教育ニ大成アリシモ人亦皆之ヲ知ル」という用例がある。

## 沿革
それほど多くではないが、フランスには中世以来社交の場が存在していた。大貴族たちがパリに行ったり戦争に行ったりして残された貴夫人たちが吟遊詩人に詩を作らせる、あるいは近くの貴夫人と交際するという社交があった（これが社交と言えるのか、福井芳男は疑問を呈しているが）。
16世紀、ルネッサンスの時期には、宮廷を中心に王妃・寵妃たちの間に新たな社交の形が成立した。フランスのサロン、そして社交の形を決定的にするには17世紀を待たねばならない。その原型はランブイエ侯爵夫人カトリーヌ・ド・ヴィヴォンヌ（1588年-1665年）のサロンに求められる。アンリ4世（在位:1589年-1610年）ら、粗野な武人が宮廷内で幅を利かせるのを嫌がり、自らの館に友人を集めたのが始まりである。一説に1613年のこととされる。参加する者は彼女を楽しませ、また会話を通して互いを楽しませることを目的とした。そこで、政治や宗教の話題は避けるようにした。政治や宗教を遠ざけるフランス社交界の伝統はここに始まる。
クロード・ファーヴル・ド・ヴォージュラ（Claude Favre de Vaugelas, 1585年-1650年）は1647年に『フランス語注意書きRemarques sur la Langue Française』を著すが、そのなかで「よい慣習bon usage」を言葉の規則の基準に置く。ヴォージュラが 「よい慣習」を探した場所は彼女のサロンである。彼女のサロンで育った貴夫人たちは、やがて自分たちのサロンで優雅で、厳しく美しいフランス語を広めた。

## 社交界の文化

### サロン
語源は「客間」を意味するフランス語。英語ではsaloonになる。ここでのサロンとは、上級国民の貴婦人が日を定めて客間に同行の人々を集め、文学・芸術・学問その他文化全般について談話を楽しんだ社交界の風習を指す。フランス文学に与えた影響は大きく、サロン文学という言葉さえある。
16世紀から18世紀にかけて、ヨーロッパのサロンで演奏された音楽はサロン音楽と呼ばれ、各地のサロンは若手作曲家の登竜門としても機能した。

### 社交ダンス
ヨーロッパ各国の宮廷で各種儀式などの際開催された宮廷舞踏会であるが、こうした場でのダンスは社交界に必須のものとして後にイギリスで社交ダンスとして大成される。

### フランス料理
1533年、アンリ2世（1519年-1559年）とカテリーナ・ディ・ロレンツォ・デ・メディチ（aka カトリーヌ・ド・メディシス、1519年-1589年）が結婚するが、これがきっかけとなり当時の先進国イタリアの調理技術やテーブルマナーがフランスに導入される。その後フランス料理は国王を中心とする社交界を背景に宮廷料理として発展する。ルイ13世（1601年-1643年）などは自らも料理を創案したと言われている。このほかアンリ4世（1553年-1610年）、ルイ14世（1638年-1715年）、ルイ15世（1710年-1774年）、ルイ18世（1755年-1824年）はフランス料理の発展に情熱を注いだ。
1789年のフランス革命の際、多くの宮廷料理人が宮廷を出てフランス各地のレストランで腕を振るった。第一帝政（1804年-1814年）および復古王政（1814年-1830年）の時期には、前時代の宮廷料理がより洗練された形で復活した。